# 朱国华 (朱德之孙)
朱国华（1957年—1983年9月24日），四川仪陇人，原中共中央政治局常委、中央副主席、全国人大常委会委员长朱德的孙子。
朱德儿子朱琦之子。1980年6月起担任天津铁路分局自动化指挥部技术员。

## 涉犯刑案
1982年10月30日朱国华被捕，涉嫌与他人1978年起共强奸妇女15人，强奸未遂7人，玩弄奸污妇女21人，猥亵妇女26人，拦截妇女17人，共计86人。其中，朱国华强奸妇女8人，强奸未遂4人，玩弄妇女7人，猥亵6人。
1983年9月18日，朱国华等六人被判处死刑。1983年9月24日，朱国华被执行死刑。当时恰逢改革开放初期的严打时期，此案也作为当时严打典型，以治理文化大革命以后的法制混乱局面。